# Diphucephala puberula
Diphucephala puberula är en skalbaggsart som beskrevs av Blackburn 1906. Diphucephala puberula ingår i släktet Diphucephala och familjen Melolonthidae. Inga underarter finns listade i Catalogue of Life.